# فنجاني أعسم

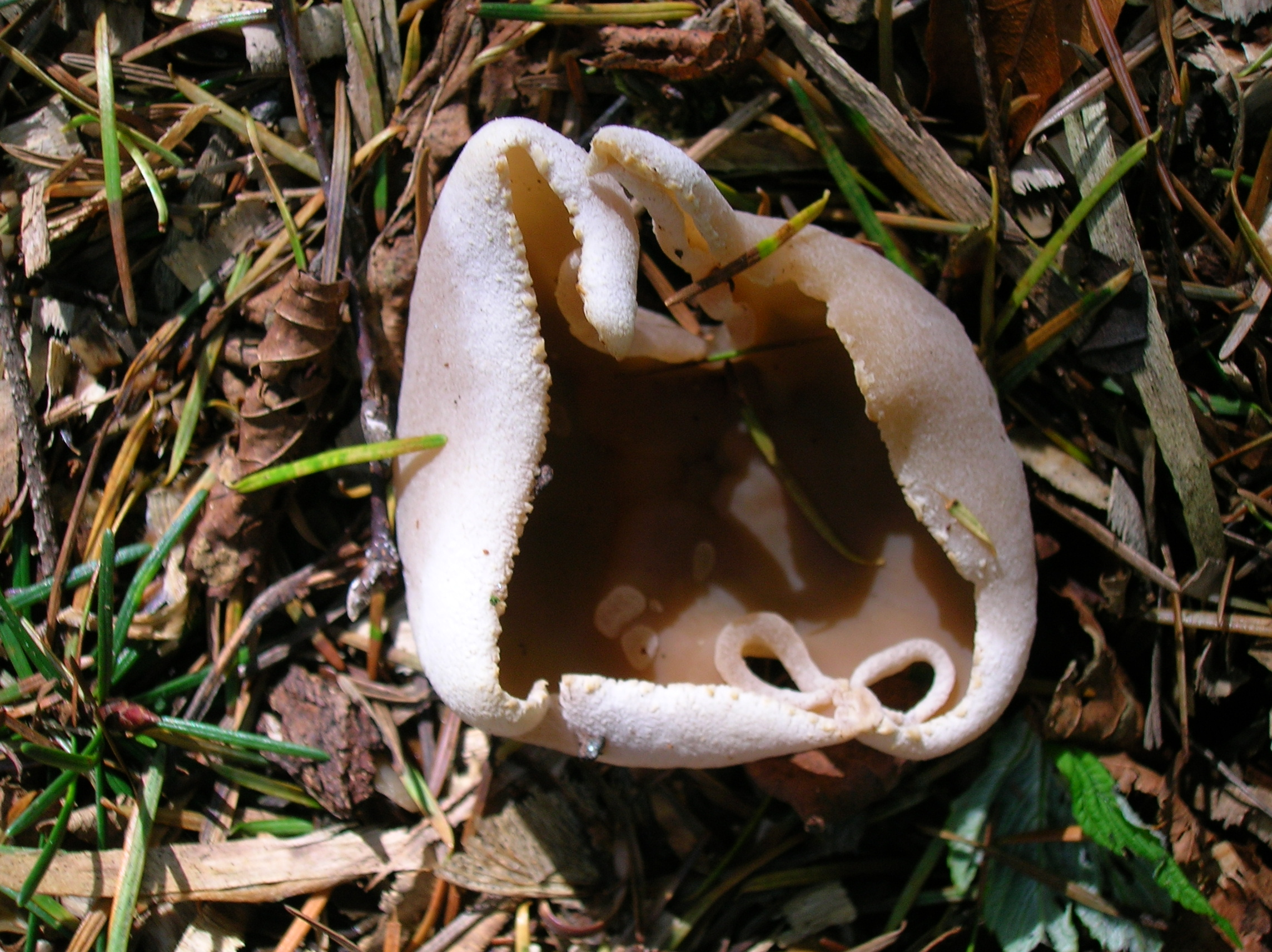

فنجاني أعسم (الاسم العلمي: Peziza repanda) هو نوع من الفطريات يتبع جنس الفنجاني من فصيلة الفنجانية.